# Illustrationes Plantarum Europae Rariorum
Illustrationes Plantarum Europae Rariorum (abreviado Ill. Pl. Eur.) es un libro con ilustraciones y descripciones botánicas que fue escrito por el botánico francés Georges C.Chr. Rouy y publicado en París en 20 volúmenes en los años 1895-1905 con el nombre de Illustrationes plantarum Europae rariorum : Diagnoses des plantes rares ou rarissimes de la flore européenne accompagnées de planches représentant toutes les espèces décrites.